# Andrea Dombois

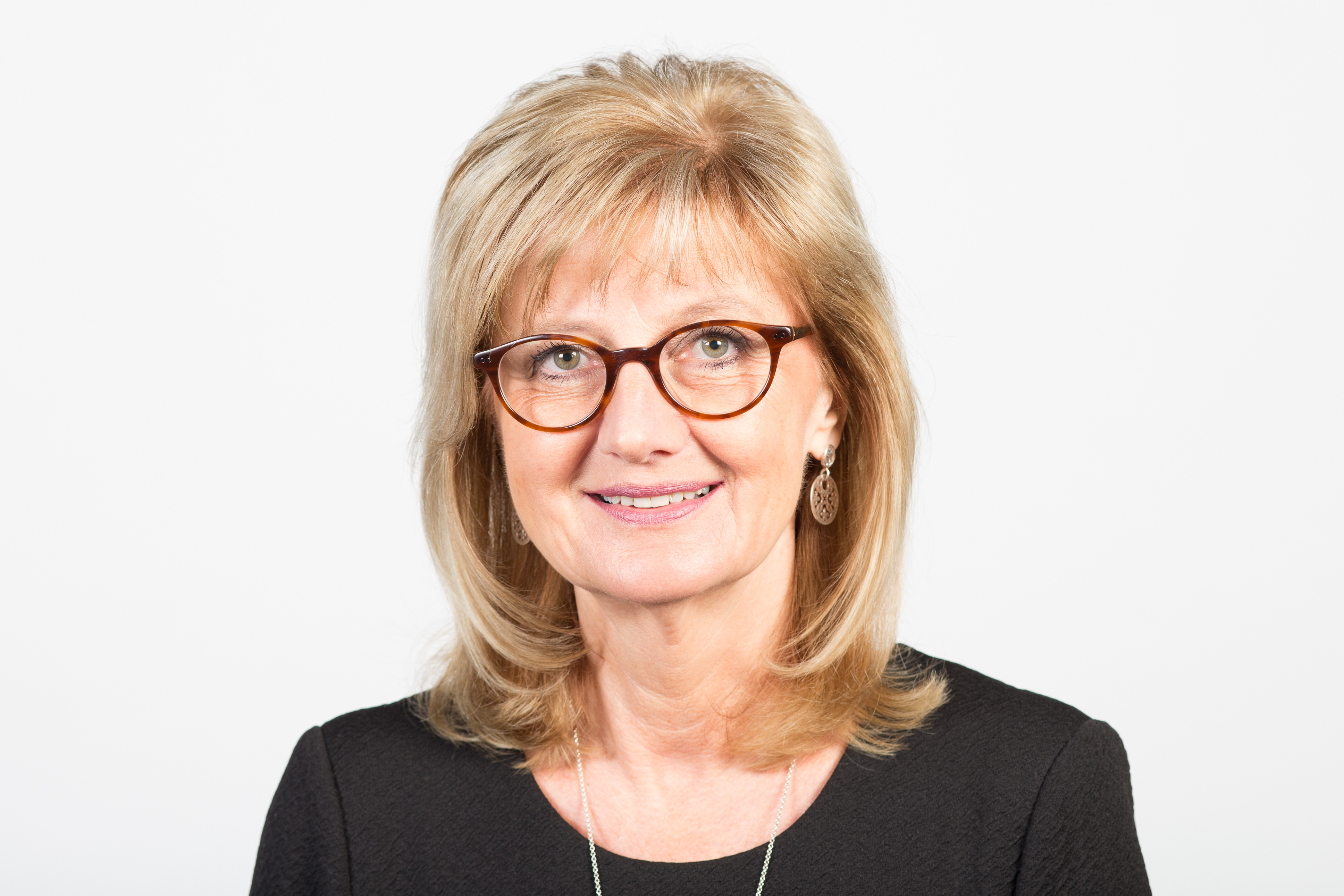
Andrea Dombois (2016)

Andrea Dombois, geschiedene Hubrig (* 4. August 1958 in Leipzig) ist eine deutsche Politikerin (DDR-CDU, ab 1990 CDU). Sie war von 1990 bis 2024 Abgeordnete des Sächsischen Landtages und von 1994 bis 2024 dessen Vizepräsidentin.

## Leben
Nach dem Abschluss der Polytechnischen Oberschule absolvierte Andrea Dombois eine Ausbildung zur Wirtschaftskauffrau. Sie arbeitete danach von 1978 bis 1982 als Serviererin in einem Ferienheim der CDU der DDR und danach bis 1984 als technische Mitarbeiterin im CDU-Stadtverband Dresden. In den Jahren 1984 bis 1986 war sie als Instrukteurin bei der CDU Dresden-Land beschäftigt und von 1986 bis 1990 als Kreisgeschäftsführerin der CDU im Altkreis Dippoldiswalde tätig.
In den Jahren 1991 bis 1998 betätigte sich Andrea Dombois als Gewerbetreibende. Ab 1993 war sie im Beirat der Form Tec GmbH in Schmiedeberg.
Dombois lebt in Dippoldiswalde, ist evangelisch-lutherisch, verheiratet und hat ein Kind.

## Politik
1979 trat Dombois in die Blockpartei CDU der DDR ein. Nach der Wende war sie von 1996 bis 1999 Kreisvorsitzende und von 1999 bis 2007 stellvertretende Kreisvorsitzende des Weißeritzkreises der CDU. Von 1995 bis 2005 gehörte sie dem Landesvorstand der CDU Sachsen an. Von 2007 bis 2019 war sie stellvertretende Kreisvorsitzende der CDU Sächsische Schweiz-Osterzgebirge.
Kommunalpolitisch war sie von 1999 bis 2002 Gemeinderätin in der Gemeinde Malter und von 2002 bis 2004 Stadträtin in der Stadt Dippoldiswalde. Von 2019 bis 2020 war sie Mitglied im Kreistag Sächsische Schweiz-Osterzgebirge.
Im Oktober 1990 wurde Dombois über den Wahlkreis 50 (Dippoldiswalde – Freital II) mit 58,2 % der Stimmen in den Sächsischen Landtag gewählt. In der zweiten Wahlperiode vertrat sie den Wahlkreis 48 (Weißeritzkreis). Im Landtag war sie in der ersten Wahlperiode im Sonderausschuss zur Untersuchung von Amts- und Machtmissbrauch infolge der SED-Herrschaft und im Ausschuss für Soziales, Gesundheit, Familie und Frauen. In der zweiten Wahlperiode wurde Dombois 1994 zur Vizepräsidentin des Landtages gewählt. Außerdem hatte sie die Funktion als stellvertretende Vorsitzende des Europaausschusses inne.
Von 2004 bis 2009 arbeitete sie in der Enquetekommission des Landtages Demografische Entwicklung und ihre Auswirkungen auf die Lebensbereiche der Menschen im Freistaat Sachsen sowie ihre Folgen auf die politischen Handlungsfelde mit.
Dombois war Mitglied im Notparlament, im Ausschuss für Verfassung, Recht und Europa sowie stellvertretendes Mitglied im Geschäftsordnungs- und Immunitätsausschuss und im 1. Untersuchungsausschuss. Sie ist als Vizepräsidentin Mitglied im Präsidium des Landtages.
In der 6. Wahlperiode (2014–2019) war sie stellvertretendes Mitglied im Europa- und Petitionsausschuss sowie seit 2018 Mitglied im Arbeitskreis und Ausschuss für Verfassung und Recht.
Bei der Landtagswahl in Sachsen 2019 wurde sie im Wahlkreis Sächsische Schweiz-Osterzgebirge 2 mit 34,0 Prozent der Direktstimmen wiederum zur Wahlkreisabgeordneten gewählt.
Sie trat fraktionsintern gegen Matthias Rößler bei der Nominierung zum Landtagspräsidenten an, unterlag jedoch. Am 1. Oktober 2019 wurde sie bei der konstituierenden Sitzung des Sächsischen Landtags erneut zur 1. Vizepräsidentin im ersten Wahlgang gewählt.
In der 7. Legislaturperiode war sie Mitglied im CDU-Arbeitskreis Verfassung und Recht, Demokratie, Europa und Gleichstellung sowie Mitglied im gleichlautenden Ausschuss. Weiterhin war sie Mitglied im Ausschuss für Geschäftsordnung und Immunitätsangelegenheiten.
Im Jahr 2018 wurde sie zur Vorsitzenden des Landesverbandes Sachsen im Volksbund Deutsche Kriegsgräberfürsorge e. V. gewählt. Neben ihrer parteipolitischen Arbeit engagierte sie sich in der Zeit von 2017 bis 2022 als Vizepräsidentin der Partnerschaft der Parlamente e. V. Sie war von 2019 bis 2020 Präsidiumsmitglied der Europäischen Bewegung Deutschlands e. V. und von 2006 bis 2021 Präsidentin der Europäischen Bewegung Sachsen e. V. Mit der Neuwahl des Präsidiums wurde sie zur Ehrenpräsidentin des Vereins berufen.
Weiterhin ist sie Vorstandsmitglied im Diakonischen Werk Dippoldiswalde e. V.; Mitglied im Parlamentarischen Forum Mittel- und Osteuropa e. V. sowie Mitglied im Anstaltsbeirat der Jugendstrafvollzugsanstalt Regis-Breitingen.
Die genannten Funktionen führt sie im Ehrenamt aus.
Ein besonderes Anliegen ist ihr auch die Unterstützung des Sports in der Region. So hatte sie von 2016 bis 2020 die Schirmherrschaft über die „Bob-Allianz“ Team Nico Walther inne und damit Unterstützer für das Bobteam gewonnen.
Am 15. April 2024 wurde sie von Katja Meier, Sächsische Staatsministerin der Justiz und für Demokratie, Europa und Gleichstellung mit der Medaille für besondere Verdienste um die sächsische Justiz geehrt. Die Verleihung der Medaille setzt langjährige, außergewöhnliche Verdienste um die sächsische Justiz oder eine besonders außergewöhnliche Einzeltat, mit der sich der oder die Ausgezeichnete um die sächsische Justiz verdient gemacht hat, voraus.
Bei der Landtagswahl in Sachsen 2024 trat sie nicht mehr als Kandidatin an und schied damit am 1. Oktober 2024 nach rund 34 Jahren als Abgeordnete, darunter fast 30 Jahren als Vizepräsidentin, aus dem Sächsischen Landtag aus.